# E. Elias Merhige
E. Elias Merhige, född 14 juni 1964 i Brooklyn i New York, är en amerikansk regissör. Merhige är kanske mest känd som regissör till filmerna Shadow of the Vampire och Begotten.

## Filmografi
- 1983 - Implosion
- 1984 - Spring Reign
- 1985 - A Taste of Youth
- 1991 – Begotten
- 2000 – Shadow of the Vampire
- 2004 – Suspect Zero
- 2006 – Din of Celestial Birds